# Oliver Campbell
Oliver Edward Michael Campbell (født 25. februar 1871 i Brooklyn, New York, død 11. juli 1953 i Campbellton, New Brunswick, Canada) var en amerikansk tennisspiller, der var aktiv i slutningen af 1800-tallet.
I over 100 år var Campbell indehaver af rekorden som den yngste vinder af det amerikanske herresinglemesterskab i tennis. Da han vandt titlen i 1890, var han 19 år, 6 måneder og 9 dage gammel. Rekorden blev først slået i 1990, hvor Pete Sampras vandt titlen i en alder af 19 år og 28 dage.
Campbell forsvarende sin titel i udfordringsrunderne i 1891, hvor han besejrede Clarence Hobart, og i 1892, hvor han vandt over Fred Hovey, men han stillede ikke op i 1893, hvor titlen i stedet gik til Robert Wrenn. Udfordringrunden mod Clarence Hobart var den først titelkamp, der blev spillet i fem sæt.
Udover singletitlerne vandt han også herredoubletitlen ved US National Championships i 1888, 1891 og 1892.
Campbell blev optaget i International Tennis Hall of Fame i 1955.